# Dead by Sunrise
A Dead by Sunrise a Linkin Park énekesének, Chester Benningtonnak a mellékprojektje. Az együttes részét képezik továbbá a Julien-K, az amerikai elektronikus rock zenekar tagjai – Ryan Shuck, Amir Derakh, Brandon Belsky, Elias Andra - és Anthony „Fu” Valcic. A debütáló albumuk, az Out of Ashes Japánban 2009. szeptember 30-án, Európában október 11-én, a világ többi részén pedig október 13-án jelent meg.

## Történet
Az együttes valódi neve Snow White Tan volt. Chester először erre a névre keresztelte a projektet, majd együttesen a Dead by Sunrise név mellett döntöttek.